# کوگنه
کوگنه (به ایتالیایی: Cogne) یک کومونه در ایتالیا است که در واله دائوستا واقع شده‌است.

## خصوصیات
کوگنه ۲۱۲ کیلومترمربع مساحت و ۱٬۴۳۹ نفر جمعیت دارد و ۱٬۵۳۴ متر بالاتر از سطح دریا واقع شده‌است.